# New Hope Group
Die New Hope Group ist ein chinesisches Unternehmen mit Sitz in Sichuan, China. Es ist in verschiedenen Sektoren wie der Landwirtschaft, der Lebensmittelproduktion und dem Energiebereich tätig.

## Geschichte
Die New Hope Group wurde im Jahr 1982 von Liu Yonghao gegründet. Ursprünglich als landwirtschaftliches Unternehmen gestartet, hat sich die Gruppe im Laufe der Jahre diversifiziert und ihr Geschäft auf andere Bereiche ausgeweitet. Heute ist die New Hope Group ein bedeutender Akteur in der chinesischen Agrar- und Lebensmittelindustrie. Das Unternehmen ist in über 30 Regionen aktiv, hat mehr als 600 Subunternehmen und stellt im Jahr 2022 ca. 80.000 Menschen weltweit an bei einem Umsatz von 160 Milliarden Remnibi Umsatz.

## Geschäftstätigkeit
Die New Hope Group ist in verschiedenen Geschäftsbereichen tätig. In der Landwirtschaft engagiert sie sich in der Tierhaltung, insbesondere in der Geflügel- und Schweineproduktion. Das Unternehmen betreibt große Farmen und verfügt über moderne Produktionsanlagen.
Darüber hinaus ist die New Hope Group in der Lebensmittelverarbeitung und -verteilung tätig. Sie stellt eine Vielzahl von Lebensmittelprodukten her, darunter Tierfutter, Fleischprodukte, Milchprodukte und Snacks. Das Unternehmen hat ein breites Vertriebsnetzwerk aufgebaut, um seine Produkte sowohl auf dem inländischen als auch auf dem internationalen Markt zu vertreiben.
Im Energiebereich engagiert sich die New Hope Group in der Kohleförderung und -verarbeitung. Sie betreibt Kohleminen und verfügt über eigene Verarbeitungsanlagen zur Herstellung von Kohleprodukten.